# Korpikå
Korpikå is een dorp binnen de Zweedse gemeente Kalix. Er zijn tekenen gevonden dat de omgeving van het dorp al 4000 jaar bewoond is. Van het dorp wordt voor het eerst melding gemaakt in 1539; het dorp heeft allerlei verbasteringen van de naam gehad. Men vermoedt dat de naam afkomstig is van het Fins Korpi, hetgeen terrein met wild betekent.
Korpikå ligt aan de rivier Korpikån, de belangrijkste zijrivier van de Sangis älv.
Bestuurscentrum: Kalix (tätort)
Tätort: Båtskärsnäs · Bredviken · Gammelgården · Karlsborg · Morjärv · Nyborg · Påläng · Risögrund · Rolfs · Sangis · Töre
Småort: Åkroken · Björkfors · Börjelsbyn · Granholmen · Innanbäcken · Innanlandet · Kälsjärv · Lappbäcken · Målson · Månsbyn · Ryssbält · Siknäs · Storön · Stråkanäs · Sören · Vallen · Vånafjärden
Overig: Björkvattnet · Bjumisträsk · Bondersbyn · Brattlandet · Empoberget · Forsbyn · Granån · Grubbnäsudden · Grytnäs · Hällfors · Holmträsk · Hömyrfors · Kamlunge · Klinten · Korpikå · Långfors · Lantjärv · Marieberg · Moån · Östanfjärden · Östra Flakaträsk · Östra Granträsk · Övermorjärv · Räktjärv · Rian · Småkvarn · Sockenträsk · Stora Lappträsk · Storsien · Tjäruträsk · Törböle · Törefors · Västannäs · Västra Flakaträsk · Vitvattnet ·